# لقلقي ثنائي الأوراق
لقلقي ثنائي الأوراق (الاسم العلمي:Pelargonium bifolium) هو نوع من النباتات يتبع جنس اللقلقي من الفصيلة الغرنوقية.